# Sibarita
Se llama sibarita a una persona de gustos "refinados" e inclinada al lujo. La etimología de este término deriva de la ciudad de Síbari y, más concretamente, de la antigua colonia griega de la que toma el nombre, Sibaris, famosa por la vida lujosa y regalada de sus habitantes.
Por lo general, se trata de personas con alto nivel adquisitivo, gracias al que pueden permitirse el acceso a artículos y bienes exclusivos y de valor elevado. Algunos pueden tener el hábito o costumbre de hacer ostentación de dicho poder adquisitivo, y en tal caso, dicha ostentación forma parte de su carácter sibarita. El sibaritismo puede referirse a cualquier orden de la vida o volcarse de forma más concreta en determinado tipo de bienes o manifestaciones.
Tradicionalmente, se ha denominado "sibarita" a los individuos que disfrutan de elaborados banquetes y refinados gustos gastronómicos, pero actualmente el término no solo se utiliza para sibaritas de la comida sino también para sibaritas de la música, de la tecnología, del arte, de los viajes, etc.

## Origen etimológico
La palabra "sibarita" proviene de Sibaris, una ciudad de la Magna Grecia, destruida hacia el 510 a. C. Los habitantes de Sibaris eran reconocidos por su inclinación al lujo y al ocio. 
Precisamente la destrucción de Sibaris tiene que ver con el refinamiento extremo del que sus habitantes hacían gala. Presumían éstos de que sus caballos de guerra bailaban al son de la música y, de acuerdo con la leyenda, cuando entraron en guerra con la vecina Crotona, ésta contrató músicos que en plena batalla hicieron tocar sus instrumentos, por lo que los caballos de los sibaritas se pusieron a bailar y fueron fácil presa de sus enemigos, que destruyeron la ciudad. Desde entonces nunca volvió a existir como tal[cita requerida]

## Características
El sibarita se distingue, fundamentalmente, por el placer que obtiene a través del uso, posesión o consumo de ciertos bienes raros, exclusivos y, por lo general, de alto valor, que suelen relacionarse con un determinado concepto de la elegancia o el prestigio mundano. Por ejemplo, un sibarita puede hacer toda una ceremonia del mero acto de consumir una simple taza de té con tal que dicho acto involucre la utilización de una clase de té especialmente raro y exquisito y el uso de un bello juego de té de porcelana. Esto no resulta necesariamente costoso a día de hoy, pero proporciona a quien lo disfruta una sensación de singularidad. Lo relevante, en este caso, es la sensación subjetiva provocada por el acceso a dichos lujos que muy pocas personas disfrutan, y no tanto el costo de disfrutarlos. El sibarita frecuentemente comparte conductas e incluso rasgos del carácter con el excéntrico, el dandi o el llamado "hombre de mundo", por lo que bien puede decirse que todos esos términos presentan grandes intersecciones semánticas entre sí. Los sibaritas tienen rasgos comunes como la utilización de pajaritas cuya utilización representa en gran medida a este colectivo.
En algunos países de América Latina y en la península ibérica el término sibarita se aplica por simplificación a personas que tienen como afición la buena mesa y la degustación de alimentos o bebidas refinados y exclusivos. El término se convierte, en tal caso, en sinónimo de gourmet.
Un buen ejemplo de sibarita puede encontrarse en la novela decadentista de Joris-Karl Huysmans titulada A contrapelo, concretamente en el personaje central, Jean Floressas Des Esseintes.